# Yasushi Shimamura
Yasushi Shimamura (島村泰司?, Shimamura Yasushi; ...) è un montatore giapponese, anche noto come Cutman Shimaboo, Taiji Shimamura, Yasaji Shimamura e Yasuji Shimamura.
Ha studiato presso il TV Movie Yokohama Institute, in seguito University of Japanese Film.
Ha iniziato la propria carriera nel 1992 ed al 2011 ha curato il montaggio di quasi cinquanta film, lavorando in produzioni di successo come Izo, The Great Yokai War, Audition, Visitor Q, The Call - Non rispondere, Dead or Alive, Zebraman, Uzumaki ed Ichi the Killer.
Yasushi Shimamura ha lavorato in numerose pellicole del regista Takashi Miike.